# Ci penso io!
Ci penso io! (Mr. Fix-It) è un film muto del 1918 diretto da Allan Dwan che ha come interprete Douglas Fairbanks.

## Trama
Reginald Burroughs, soprannominato familiarmente Reggie, è uno studente di Oxford che manca ormai da quindici anni dagli Stati Uniti. Le sue zie, due signore compunte e posate, gli impongono di tornare a casa per prendersi cura della proprietà di famiglia. Reggie, che non ha nessuna intenzione di lasciare l'Inghilterra e la sua bella fidanzata Marjorie Threadwell, manda in America al suo posto il compagno di stanza Dick, un tipo allegro e scanzonato che tutti chiamano Mr. Fix-It. Scambiato dalle zie per Reggie, Mr. Fix-It dovrebbe prendere le redini degli affari della famiglia Burroughs, mettere la testa a posto e sposare la ricca signorina Olive Van Tassell, mentre sua sorella Georgiana (in realtà, la sorella di Reggie) dovrebbe sposare Gideon Van Tassell. Scoperto che tutte e due le ragazze hanno già l'innamorato per conto loro, Mr. Fix-It rifiuta per prima cosa di sposare Olive e, poi, briga per coronare il sogno d'amore della giovane. Nel contempo, fa la stessa cosa con Georgiana, aiutandola nella sua storia d'amore. Anche lui finisce per innamorarsi quando conosce Mary McCollygh: usa i numerosi fratellini della ragazza per intenerire il cuore delle zie e, dopo una serie di avventure e di equivoci, impalma la sua conquista.

## Produzione
Il film fu prodotto dalla Douglas Fairbanks Pictures.

## Distribuzione
Il copyright del film, richiesto dalla Famous Players-Lasky Corp., fu registrato il 1º aprile 1918 con il numero LP12270.
Distribuito dalla Famous Players-Lasky Corporation, il film uscì nelle sale cinematografiche statunitensi il 15 aprile 1918. In Italia venne distribuito dalla Monat nel periodo 1922/23.
In Spagna, venne distribuito con il titolo El arreglalotodo.
Copia completa della pellicola si trova conservata negli archivi del George Eastman House di Rochester.